# Ted Mack
Ted Mack (12 de febrero de 1904 — 12 de julio de 1976) fue un presentador radiofónico y televisivo estadounidense, conocido por su trabajo en Ted Mack and the Original Amateur Hour.

## Biografía
Nacido en Greeley (Colorado), su verdadero nombre era William Edward Maguiness.
A finales de la década de 1920 el clarinetista Mack formó un grupo de baile con su nombre real. A un propietario de nightclub no le gustaba cómo quedaba en su entoldado el nombre "Edward Maguiness", motivo por el cual impulsivamente cambió el nombre del líder de banda por uno más corto y enérgico, "Ted Mack," y que acabó dando resultado. 
El programa Original Amateur Hour empezó a emitirse por la radio en 1934 como Major Bowes' Amateur Hour, hasta que en 1946 Edward Bowes, su creador, falleció. Mack, un cazatalentos que había dirigido el show durante la época de Bowes, lo revivió en 1948 para ABC Radio y para DuMont Television Network. Su emisión radiofónica se prolongó hasta 1952, y la televisiva hasta 1970, emitiéndose en este medio en las cuatro grandes cadenas, terminando por ser un programa fundamental de las tardes de los domingos en la CBS. Un éxito de los primeros días de la televisión, el programa inspiró a otros muchos shows cazatalentos, entre ellos The Gong Show, Star Search, American Idol y America's Got Talent.
Las pruebas para el show tenían lugar generalmente en el Radio City Music Hall de la ciudad de Nueva York. Los que superaban la selección inicial eran invitados a competir en el programa, y sus actuaciones eran juzgadas por los televidentes, que votaban por carta o por llamadas telefónicas. Los concursantes que ganaban en tres ocasiones conseguían premios monetarios, becas, o la participación en un show teatral itinerante relacionado con el programa.
Entre los ganadores que continuaron en el mundo del espectáculo figuran Gladys Knight, Ann-Margret, Pat Boone, Raul Julia, Teresa Brewer, Irene Cara, The Rock and Roll Trio y Los Concertinos de Puerto Rico.
Mack y su esposa, Ellen, no tuvieron hijos, aunque acogieron en su domicilio a niños procedentes de organizaciones caritativas católicas. Ted Mack falleció en 1976 en Sleepy Hollow (Nueva York), a causa de las complicaciones de un cáncer.